# Ökenskogsråtta
Ökenskogsråtta (Neotoma lepida) är en däggdjursart som beskrevs av Thomas 1893. Neotoma lepida ingår i släktet egentliga skogsråttor och familjen hamsterartade gnagare. Inga underarter finns listade.

## Utseende
Arten är med en kroppslängd av 225 till 383 mm, inklusive en 95 till 185 mm lång svans och med en vikt av 100 till 190 g en ganska liten skogsråtta. Den har 28 till 41 mm långa bakfötter och 23 till 25 mm långa öron. Pälsen på ovansidan har främst en grå färg som kan variera i nyanserna mellan olika populationer. Vid strupen har håren en mörk basis, vad som skiljer arten från Neotoma albigula. Svansen är inte naken och den är uppdelad i en mörk ovansida och en ljus undersida. På fötternas ovansida förekommer vit päls.

## Utbredning
Utbredningsområdet ligger i sydvästra USA och på halvön Baja California (Mexiko). Arten når i norr Oregon och Idaho samt i nordöst Colorado. Den lever i öknar, halvöknar och buskskogar med växter av malörtssläktet (Artemisia), opuntiasläktet (Opuntia) och palmliljesläktet (Yucca). Opuntior och palmliljor används ofta som näste. I bergstrakter når arten 2700 meter över havet.

## Ekologi
Ökenskogsråttan kan även vila i bergssprickor eller den bygger liksom andra skogsråttor bon av kvistar, bark, andra växtdelar, stenar och annan bråte. Den är främst aktiv under natten eller under skymningen. Arten äter olika växtdelar som frön, örter, blad eller kaktusfrukter. Vätskebehovet täcks huvudsakligen med frukter från fikonkaktus (Opuntia ficus-indica) eller med andra suckulenter.
Honor kan ha upp till fem kullar per år men de flesta honor har bara två, en under våren (maj) och en under hösten (oktober). Honan är 30 till 36 dagar dräktig och sedan föds upp till fem ungar (2,7 i genomsnitt). Ungarna diar sin mor 21 till 34 dagar. Hos kullar med ett mindre antal ungar blir dessa snabbare självständiga. Könsmognaden infaller för honor efter två till tre månader.

## Status
För hela beståndet förekommer inga allvarliga hot. Olika populationer på mindre öar kring Baja California blev utrotade av tamkatter eller av andra rovlevande djur. IUCN kategoriserar arten globalt som livskraftig.